# Du Mu

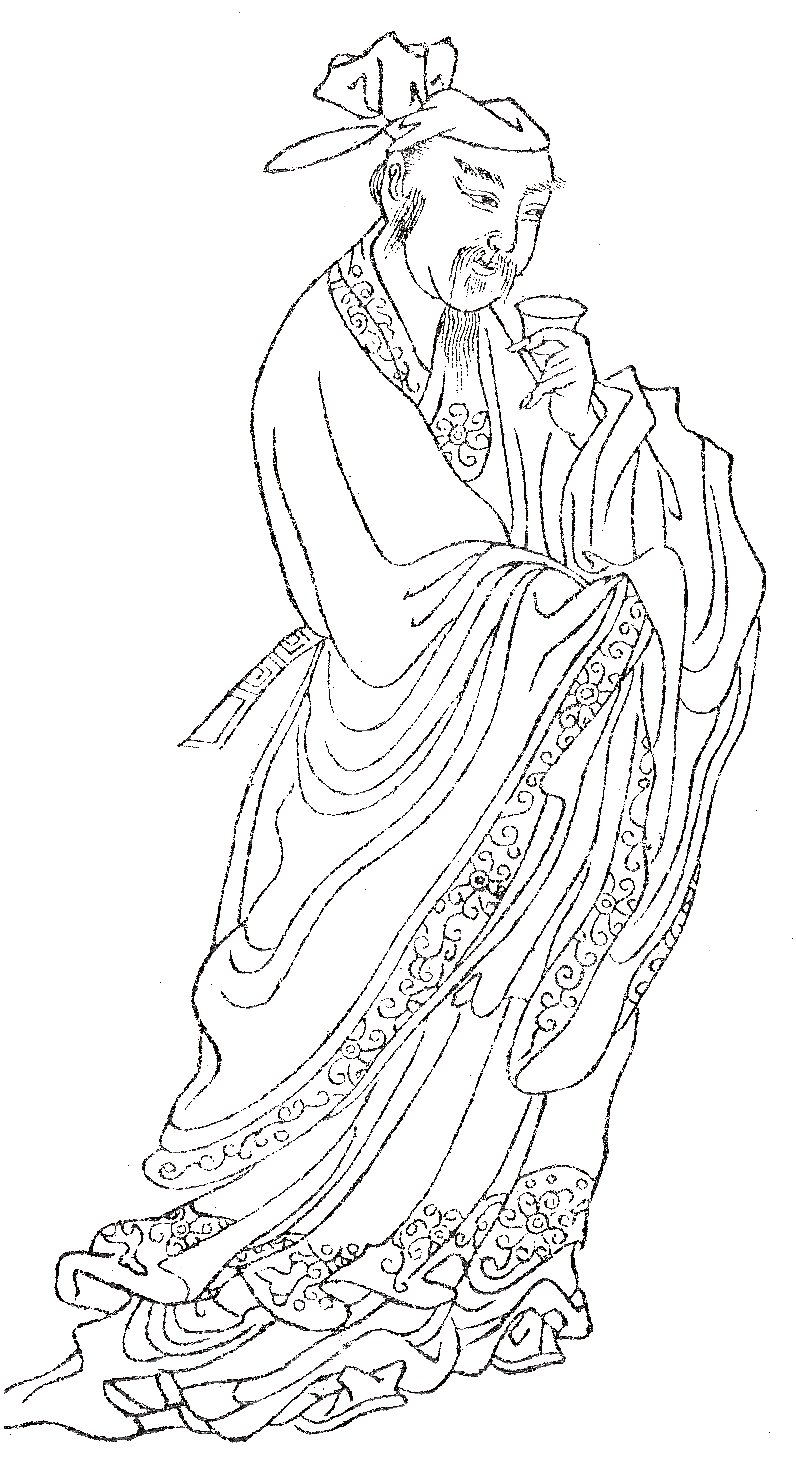
Du Mu

Du Mu (chinesisch 杜牧, Pinyin Dù Mù; * 803 Chang’an; † 852) war ein Dichter der Tang-Dynastie. Er war von Du Fu, Li Bai, Han Yu und Liu Zongyuan beeinflusst. 
Du Mu wurde als Sohn einer sich zunehmend verschuldenden Familie geboren. Er legte 827 die chinesische Beamtenprüfung im Alter von 25 Jahren ab und bekleidete in der Folge viele öffentliche Ämter. Es gelang ihm jedoch niemals, hohe Ämter zu erlangen, offenbar, weil er sich im Jahr 835 Feinde in einer Sachfrage machte. 
Du Mu beschäftigte sich mit Shi, Fu und alter chinesischer Prosa. Er ist hauptsächlich wegen seiner sinnlichen und lyrischen Vierzeiler bekannt. Daneben schrieb er außerdem lange Balladen, einen Kommentar zur Kunst des Krieges sowie Briefe mit Ratschlägen an hohe Würdenträger.
Du Mu und Li Shangyin werden als die „kleinen Li-Du“ (小李杜) bezeichnet, im Gegensatz zu den „großen Li-Du“, Li Bai und Du Fu.